# Corda fissa

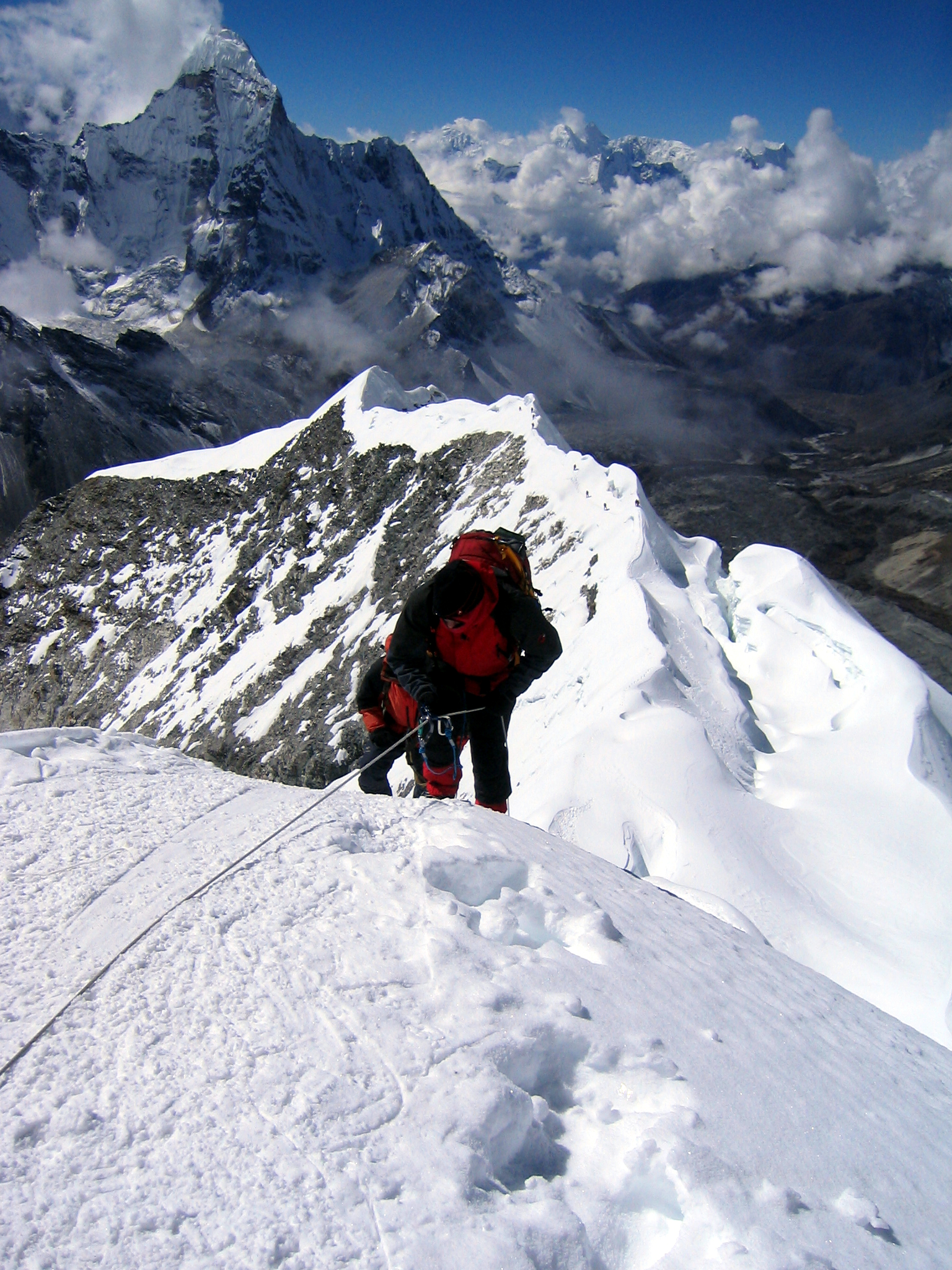
Alpinisti su una corda fissa nei pressi della vetta dell'Imja Tse

La corda fissa è un sistema per fornire sicurezza e aiuto nella progressione agli alpinisti e agli escursionisti. Consiste in una corda fissata alla roccia, al ghiaccio o alla neve per mezzo di ancoraggi nei quali generalmente non può scorrere. Di solito la posa di una corda fissa è temporanea ed avviene ad opera di una guida alpina o di un alpinista esperto, allo scopo di consentire il passaggio di alpinisti meno esperti. Gli alpinisti possono assicurarsi alla corda tramite un nodo autobloccante (come il prusik o il machard), tramite una jumar o, in caso di corda orizzontale, tramite una semplice longe.
Una situazione simile si trova nei sentieri attrezzati e nelle vie ferrate, dove tuttavia la corda è sostituita da una catena o da un cavo metallico.